# Anhängelast
Die zulässige Anhängelast ist die maximal zulässige Last, die ein Kraftfahrzeug (PKW, LKW, Zugmaschine etc.) mittels eines (oder selten mehrerer) Anhänger hinter sich her ziehen darf. Maßgebend ist dabei nicht das zulässige Gesamtgewicht des Anhängers, sondern die zulässige Anhängelast des Zugfahrzeugs und die tatsächliche Masse (Achslast) des gezogenen Anhängers. Die zulässigen Anhängelasten ergeben sich allgemein aus der Straßenverkehrszulassungsordnung (ins. § 42 StVZO) oder einem eventuell fahrzeugspezifischen (Einzel-)Gutachten, sowie der Definition in der Verordnung (EU) Nr. 1230/2012 der Kommission Art. 2 (9).

## Straßenfahrzeuge

### Pkw

#### Technisch mögliche Anhängelast
Die technisch zulässigen Anhängelasten von PKW variieren je nach Modell und Bauart sowie Anhängerkupplung zwischen 500 kg und 3500 kg, in den meisten Fällen liegen sie bei 1200 kg bis 1500 kg. Bei schweren Pkw mit getrenntem Fahrgestell (z. B. Leiterrahmen) liegen die technisch möglichen Anhängelasten in der Regel höher als bei Fahrzeugen mit selbsttragender Karosserie.

#### Rechtlich erlaubte Anhängelast
Verkehrsrechtlich darf in Deutschland bei Personenkraftwagen die gezogene Anhängelast die zulässige Gesamtmasse des Zugfahrzeuges nicht überschreiten (1:1), in keinem Fall jedoch mehr als 3500 kg.

### Geländefahrzeuge

#### Technisch mögliche Anhängelast
Kleinere Geländewagen haben meist Anhängelasten bis in den Bereich von 2600 kg. Große Geländewagen dürfen in der Regel bis zu 3500 kg (einige Modelle in Deutschland mit zusätzlicher Druckluftbremsanlage bis zu 4500 kg) ziehen. Ganz ähnliche Werte gelten für die in den meisten Fällen technisch ähnlichen Pick-ups. Auch bei diesen Fahrzeugen, die über einen separaten Rahmen verfügen, sind die Anhängelasten größer.

#### Rechtlich erlaubte Anhängelast
Personenkraftwagen, die gemäß der Definition in Anhang II der Richtlinie 70/156/EWG Geländefahrzeuge sind, dürfen in Deutschland Anhängelasten von bis zu einem anderthalbfachen Wert des eigenen zulässigen Gesamtgewichts ziehen (1:1,5), in keinem Fall jedoch mehr als 3500 kg.
In der Schweiz dürfen schwere Pick-ups (z. B. Dodge RAM) mit Druckluftbremse bis 10 t ziehen. Selbstverständlich unterliegt dieser Anhänger dann der leistungsabhängigen Schwerverkehrsabgabe (LSVA).

### Krafträder

#### Rechtlich erlaubte Anhängelast
Hinter Krafträdern dürfen Motorradanhänger ohne ausreichende eigene Bremse nur mitgeführt werden, wenn das ziehende Fahrzeug eine Allradbremse und der Anhänger nur eine Achse hat; Krafträder gelten trotz getrennter Bedienungseinrichtungen für die Vorderrad- und Hinterradbremse als Fahrzeuge mit Allradbremse, Krafträder mit Beiwagen jedoch nur dann, wenn auch das Beiwagenrad eine Bremse hat.

### Transporter

#### Technisch mögliche Anhängelast
Die Kleintransporter dürfen je nach Größe und Modell bis um die 2000 kg ziehen, Großtransporter (technisch oft schon wie leichte Lkw und daher ebenfalls mit einem separaten Fahrgestell ausgestattet) um die 3500 kg ziehen, mit Druckluftbremsanlage und Maulkupplung bis 4500 kg, in einigen Fällen auch mehr.

#### Rechtlich erlaubte Anhängelast
wie bei Personenkraftwagen

### Lkw

#### Technisch mögliche Anhängelast
Bei LKW, die über eine Druckluftbremse verfügen, können die Anhängelasten je nach Größe und Gesetzgebung eines Landes stark variieren. Die größten Anhängelasten bei LKW finden sich in Australien bei den Road Trains, wo eine Zugmaschine mit mehreren Anhängern bis zu insgesamt 132 t (132.000 kg) ziehen darf, in Einzelfällen auch bis zu 200 t (200.000 kg). Schwerlasttransporte, d. h. i. d. R. Sondertransporte mit speziellen Genehmigungen können, z. T. auch mit mehrern Zug- und Schubmaschinen, Anhängelasten von 350 t und mehr traktionieren. Entscheidend ist das Ladungsgewicht, das Streckenprofil (Kurven, Brücken, Tunnel) und die zumeist geforderte behördliche Genehmigung solcher Transporte.

#### Rechtlich erlaubte Anhängelast
In Deutschland darf die gesetzlich zulässige Anhängelast bei Lastkraftwagen in Zügen mit durchgehender Bremsanlage den anderthalbfachen Wert des eigenen zulässigen Gesamtgewichts nicht übersteigen (1:1,5).

#### Berechnung der maximal zulässigen Anhängelast

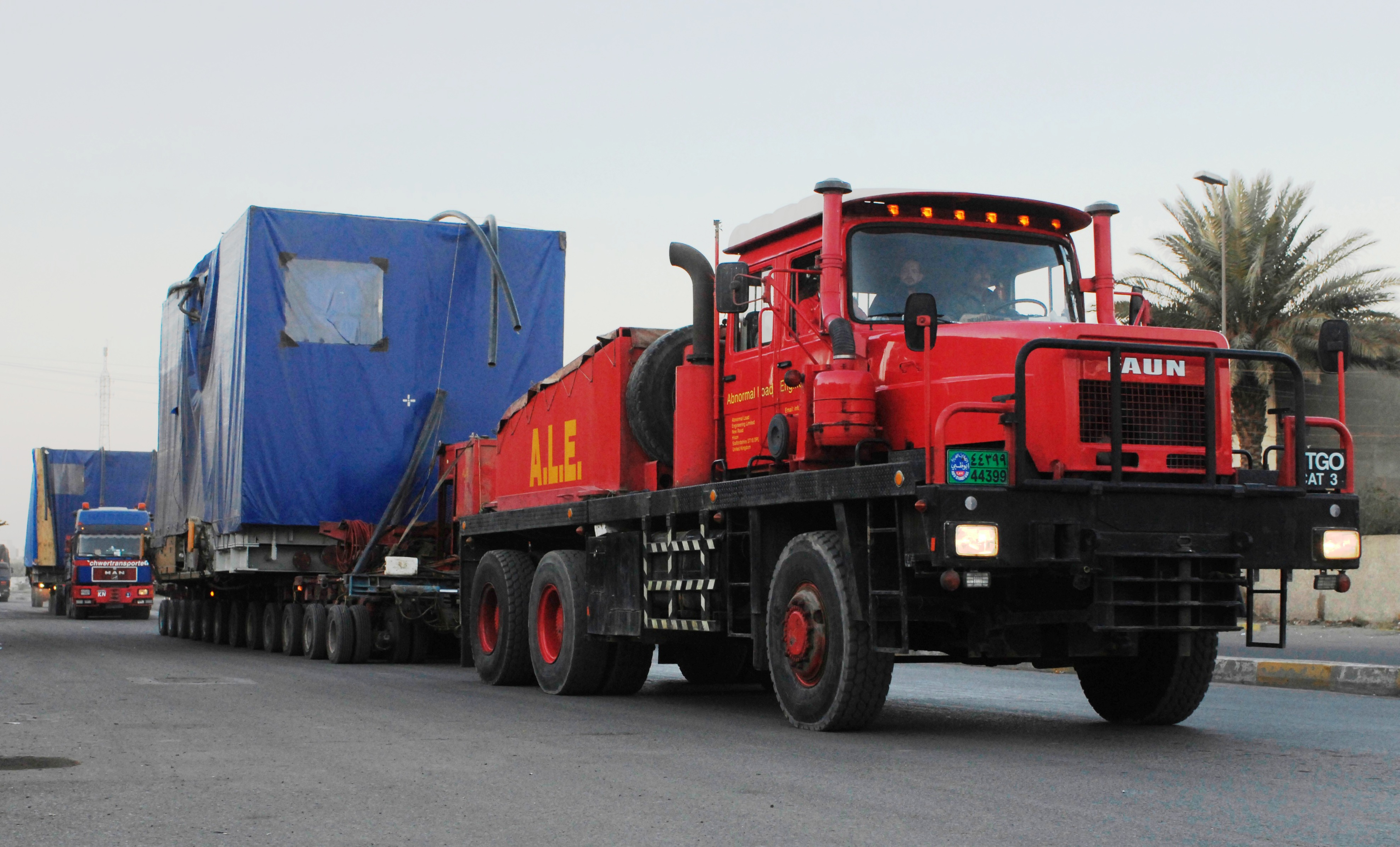
Faun-Allrad-Zugmaschine mit Ballast über den Hinterachsen und angehängtem Generator auf speziellem Tieflade-Anhänger (Baghdad 2007)

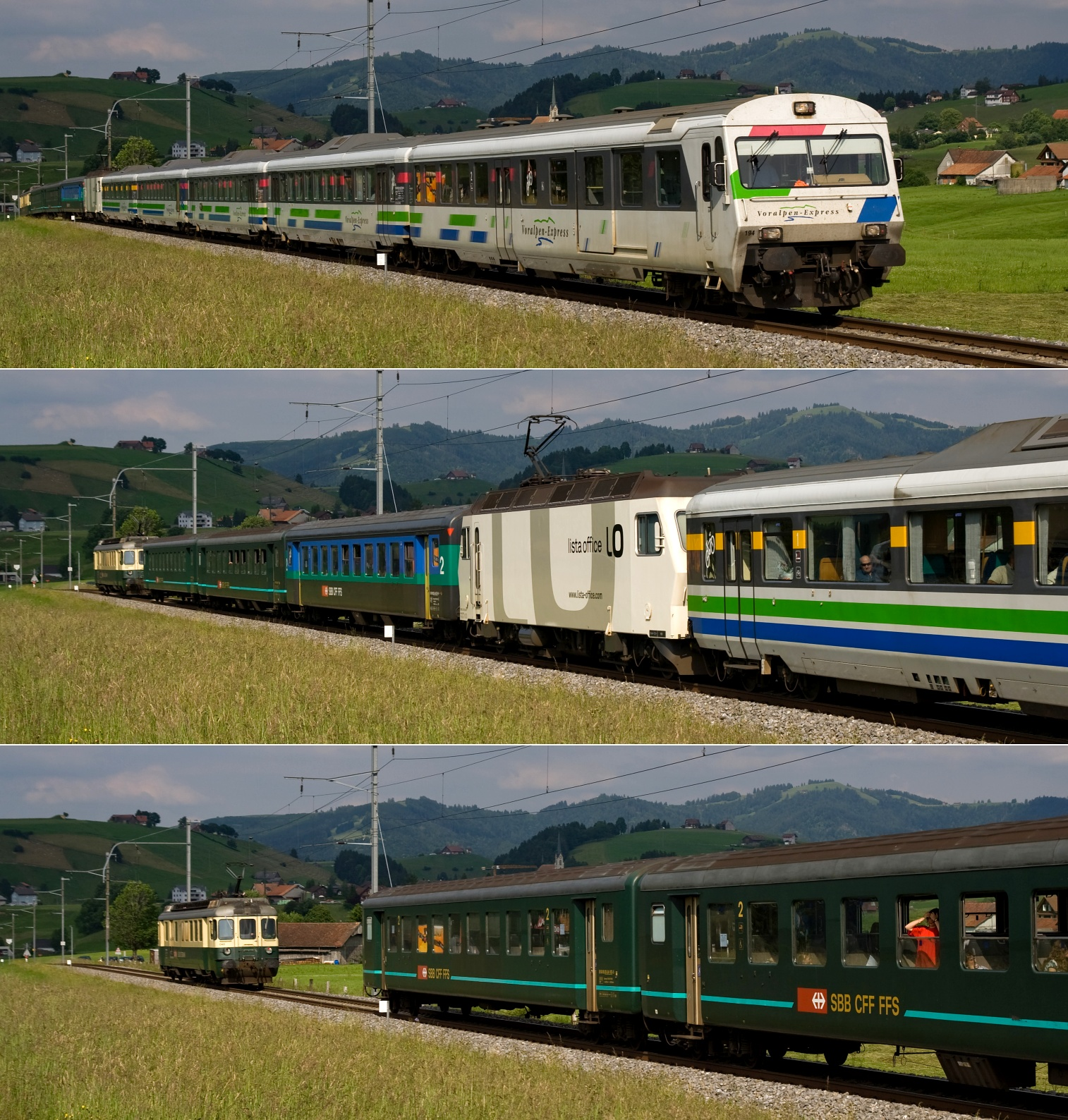
Ein Triebwagen der Schweizerischen Südostbahn trennt sich vom Voralpen-Express, nachdem er diesen über die 50-‰-Steigung geschoben hat.

Die technisch zulässige Anhängelast berechnet sich gemäß der ECE-Regelung Nr. 55 nach der Formel
{\displaystyle R={\frac {D\cdot T}{(T\cdot g-D)}}}
{\displaystyle R}: maximal zulässige Anhängelast des Fahrzeugs in t
{\displaystyle D}: D-Wert
{\displaystyle T}: Zulässige Gesamtmasse des Fahrzeugs in t
{\displaystyle g}: Erdbeschleunigung: {\displaystyle 9{,}81\,\mathrm {\tfrac {m}{s^{2}}} }

### Zugmaschinen
Die höchsten Anhängelasten haben spezielle Schwerlast-Zugmaschinen, die nicht für den eigenständigen Transport von Gütern gedacht sind, sondern einen oft über den hinteren Achsen angeordneten Ballast mit sich führen. Allerdings werden diese s.g. „Ballastpritschen“ auf einer Sattelkupplung montiert, was einen (wesentlich häufigeren) Einsatz als Sattelzugmaschinen im Schwerlastverkehr ermöglicht. Reine Schwerlastzugmaschinen findet man kaum noch, bzw. nur im reinen Grubenverkehr, ähnlich den australischen Road Trains. Tractomas als französischer Hersteller solcher Zugmaschinen sei hier genannt.
Bei diesen liegen die möglichen Anhängelastwerte je nach Modell und Auslegung im Bereich von 100 oder 200 t, in Ausnahmefällen jedoch noch weit höher als bei den australischen Road Trains (z. B. Großtransformator mit 300 t auf Tieflader). Allerdings haben solche Schwertransporte (nicht maß- und/oder gewichtsgerechte Frachtgüter) im Unterschied zu den Road Trains in aller Regel nur einen einzigen Anhänger bzw. Tieflader besonderer Bauart.
Es können dabei falls erforderlich auch mehrere Zugmaschinen mit speziellen Schleppstangen hintereinander in Reihe verbunden werden.

## Schienenfahrzeuge
Im Eisenbahnverkehr bezeichnet die Anhängelast oder die Wagenzugmasse das Gesamtgewicht der von einem oder mehreren Triebfahrzeugen geschleppten Fahrzeuge. Falls die Anhängelast die zulässige Zughakenlast überschreitet, ist dem Zug eine Zwischen- oder Schiebelokomotive beizugeben.